# Xã Prosper, Quận Davison, Nam Dakota
Xã Prosper (tiếng Anh: Prosper Township) là một xã thuộc quận Davison, tiểu bang Nam Dakota, Hoa Kỳ. Năm 2010, dân số của xã này là 655 người.